# Philodendron dussii
Philodendron dussii är en kallaväxtart som beskrevs av Adolf Engler. Philodendron dussii ingår i släktet Philodendron och familjen kallaväxter.
Artens utbredningsområde är Martinique. Inga underarter finns listade.